# نوویه (استان آمور)
نوویه (به لاتین: Novoye) یک منطقهٔ مسکونی در روسیه است که در استان آمور واقع شده‌است.